# 索利赫爾摩爾足球會
索利赫爾摩爾足球會（Solihull Moors Football Club）是一支位於英格蘭索利赫爾的半職業足球會，目前於英格蘭足球全國聯賽角逐。

## 外部連結
- Official website （页面存档备份，存于）